# Kimberly Po
Kimberly Yasuko Po (Los Angeles, 20 oktober 1971) is een voormalig tennisspeelster uit de Verenigde Staten van Amerika. Zij begon met tennis toen zij negen jaar oud was. Na een amateurfase sinds 1988 was zij actief in het proftennis van 1991 tot en met 2002.

## Loopbaan

### Enkelspel
Kimberly Po debuteerde in 1988 op het ITF-toernooi van Roanoke (VS). Zij stond in 1989 voor het eerst in een finale, op het ITF-toernooi van Fayetteville (VS) – hier veroverde zij haar eerste titel, door de Canadese Rene Simpson te verslaan. In totaal won zij drie ITF-titels, de laatste in 1997 in Midland (Michigan) (VS).
In 1989 speelde Po voor het eerst in een WTA-hoofdtoernooi, op het toernooi van Singapore. Zij strandde in de eerste ronde. Zij bereikte in het enkelspel nooit een WTA-finale.
Haar beste resultaat op de grandslamtoernooien is het bereiken van de kwartfinale op de Australian Open 1997. Haar hoogste positie op de WTA-ranglijst is de 14e plaats, die zij bereikte in juni 1997.

### Vrouwendubbelspel
Kimberly Po behaalde in het dubbelspel betere resultaten dan in het enkelspel. Zij debuteerde in 1988 op niet minder dan de US Open samen met landgenote Meredith McGrath. Zij stond in 1989 voor het eerst in een finale, op het ITF-toernooi van Guadalajara (Mexico), samen met landgenote Alysia May – zij verloren van de Deensen Henriette Kjær-Nielsen en Lone Vandborg. De week erop veroverde Po haar eerste titel, op het ITF-toernooi van Puerto Vallarta (Mexico), ook nu samen met Alysia May, door Leslie Hakala en Macarena Miranda te verslaan. Het bleef haar enige ITF-dubbelspeltitel.
In 1989 speelde Po voor het eerst op een WTA-hoofdtoernooi, op het toernooi van San Diego, samen met landgenote Alysia May. Zij bereikten er de tweede ronde. Zij stond in 1993 voor het eerst in een WTA-finale, op het toernooi van Brisbane, samen met landgenote Shannan McCarthy – zij verloren van Conchita Martínez en Larisa Neiland. In 1998 veroverde Po haar eerste WTA-titel, op het toernooi van Québec, samen met landgenote Lori McNeil, door Chanda Rubin en Sandrine Testud te verslaan. In totaal won zij vijf WTA-titels, de laatste in 2001 in Toronto, samen met de Australische Nicole Pratt.
Haar beste resultaat op de grandslamtoernooien is het bereiken van de finale op het US Open 2001. Daarmee steeg zij in september 2001 naar haar hoogste positie op de WTA-ranglijst: de zesde plaats.

### Gemengd dubbelspel
Tussen 1993 en 1999 nam Kimberly Po met een negental verschillende spelers uit diverse landen deel aan het gemengd dubbelspel op alle grandslamtoernooien. Op de US Open 1999 bereikte zij voor het eerst de finale, samen met haar landgenoot Donald Johnson – zij verloren de eindstrijd van Ai Sugiyama en Mahesh Bhupathi. Vanaf dat moment (tot het einde van haar tennisloopbaan in de herfst van 2002) speelde zij alleen nog met Johnson. Het jaar erop wonnen zij de titel op Wimbledon, door in de finale af te rekenen met Kim Clijsters en Lleyton Hewitt.

### Huwelijk
Op 4 mei 2001 trouwde zij met Oliver George Hans Peter Messerli. Vanaf dat moment schreef zij zich op toernooien in als Kimberly Po-Messerli. Hoewel zij in deze periode (vooral in het vrouwendubbelspel) uitstekende resultaten behaalde, stopte zij na anderhalf jaar met haar tennisloopbaan, bij het bereiken van haar 31e verjaardag.

## Posities op deWTA-ranglijst
Positie per einde seizoen:
| jaar | rang enkelspel | rang dubbelspel |
| ---- | -------------- | --------------- |
| 1988 | 546            | –               |
| 1989 | 245            | 157             |
| 1990 | 461            | 179             |
| 1991 | 103            | 145             |
| 1992 | 69             | 196             |
| 1993 | 42             | 87              |
| 1994 | 71             | 97              |
| 1995 | 165            | 63              |
| 1996 | 23             | 24              |
| 1997 | 23             | 23              |
| 1998 | 62             | 51              |
| 1999 | 129            | 25              |
| 2000 | 524            | 20              |
| 2001 | –              | 7               |
| 2002 | –              | 20              |

## Palmares
| Legenda                |
| ---------------------- |
| Grandslamtoernooi      |
| Olympische Spelen      |
| Year-End Championships |
| Tier I                 |
| Tier II                |
| Tier III               |
| Tier IV & V            |

### WTA-finaleplaatsen enkelspel
geen.

### WTA-finaleplaatsen dubbelspel
| nr.                                 | finale     | toernooi        | ondergrond    | partner           | tegenstandsters                        | score         |         |
| ----------------------------------- | ---------- | --------------- | ------------- | ----------------- | -------------------------------------- | ------------- | ------- |
| gewonnen finales vrouwendubbelspel  |            |                 |               |                   |                                        |               |         |
| 1.                                  | 1998-09-21 | WTA Québec      | hardcourt (i) | Lori McNeil       | Chanda Rubin Sandrine Testud           | 6-7, 7-5, 6-4 | details |
| 2.                                  | 1999-04-18 | WTA Tokio       | hardcourt     | Corina Morariu    | Kerry-Anne Guse Catherine Barclay      | 6-3, 6-2      | details |
| 3.                                  | 2000-02-27 | WTA Oklahoma    | hardcourt (i) | Corina Morariu    | Tamarine Tanasugarn Olena Tatarkova    | 6-4, 4-6, 6-2 | details |
| 4.                                  | 2001-08-12 | WTA Los Angeles | hardcourt     | Nathalie Tauziat  | Nicole Arendt Caroline Vis             | 6-3, 7-5      | details |
| 5.                                  | 2001-08-19 | WTA Toronto     | hardcourt     | Nicole Pratt      | Tina Križan Katarina Srebotnik         | 6-3, 6-1      | details |
| verloren finales vrouwendubbelspel  |            |                 |               |                   |                                        |               |         |
| 1.                                  | 1993-01-04 | WTA Brisbane    | hardcourt     | Shannan McCarthy  | Conchita Martínez Larisa Neiland       | 2-6, 2-6      | details |
| 2.                                  | 1993-02-14 | WTA Chicago     | tapijt (i)    | Amy Frazier       | Katrina Adams Zina Garrison-Jackson    | 6-7, 3-6      | details |
| 3.                                  | 1996-04-21 | WTA Tokio       | hardcourt     | Amy Frazier       | Kimiko Date Ai Sugiyama                | 6-7, 7-6, 3-6 | details |
| 4.                                  | 1996-08-18 | WTA Los Angeles | hardcourt     | Amy Frazier       | Lindsay Davenport Natallja Zverava     | 1-6, 4-6      | details |
| 5.                                  | 1996-10-27 | WTA Québec      | hardcourt (i) | Amy Frazier       | Debbie Graham Brenda Schultz           | 1-6, 4-6      | details |
| 6.                                  | 1997-08-03 | WTA San Diego   | hardcourt     | Amy Frazier       | Martina Hingis Arantxa Sánchez Vicario | 3-6, 5-7      | details |
| 7.                                  | 2000-08-13 | WTA Los Angeles | hardcourt     | Anne-Gaëlle Sidot | Els Callens Dominique Van Roost        | 2-6, 5-7      | details |
| 8.                                  | 2000-10-15 | WTA Zürich      | hardcourt (i) | Anne-Gaëlle Sidot | Martina Hingis Anna Koernikova         | 3-6, 4-6      | details |
| 9.                                  | 2000-11-05 | WTA Québec      | hardcourt (i) | Els Callens       | Meghann Shaughnessy Nicole Pratt       | 3-6, 4-6      | details |
| 10.                                 | 2001-02-05 | WTA Parijs      | tapijt (i)    | Nathalie Tauziat  | Iva Majoli Virginie Razzano            | 3-6, 5-7      | details |
| 11.                                 | 2001-02-18 | WTA Nice        | tapijt (i)    | Nathalie Tauziat  | Émilie Loit Anne-Gaëlle Sidot          | 6-1, 2-6, 0-6 | details |
| 12.                                 | 2001-06-17 | WTA Birmingham  | gras          | Nathalie Tauziat  | Cara Black Jelena Lichovtseva          | 1-6, 2-6      | details |
| 13.                                 | 2001-09-09 | US Open         | hardcourt     | Nathalie Tauziat  | Lisa Raymond Rennae Stubbs             | 2-6, 7-5, 5-7 | details |
| 14.                                 | 2002-06-16 | WTA Birmingham  | gras          | Nathalie Tauziat  | Shinobu Asagoe Els Callens             | 4-6, 3-6      | details |
| gewonnen finales gemengd dubbelspel |            |                 |               |                   |                                        |               |         |
| 1.                                  | 2000-07-09 | Wimbledon       | gras          | Donald Johnson    | Kim Clijsters Lleyton Hewitt           | 6-4, 7-6      | details |
| verloren finales gemengd dubbelspel |            |                 |               |                   |                                        |               |         |
| 1.                                  | 1999-09-12 | US Open         | hardcourt     | Donald Johnson    | Ai Sugiyama Mahesh Bhupathi            | 4-6, 4-6      | details |

## Resultaten grandslamtoernooien
| Legenda | Legenda                          |
| ------- | -------------------------------- |
| g.t.    | geen toernooi gehouden           |
| l.c.    | lagere categorie                 |
| –       | niet deelgenomen                 |
| G       | uitgeschakeld in de groepsfase   |
| 1R      | uitgeschakeld in de eerste ronde |
| 2R      | uitgeschakeld in de tweede ronde |
| 3R      | uitgeschakeld in de derde ronde  |
| 4R      | uitgeschakeld in de vierde ronde |
| KF      | uitgeschakeld in de kwartfinale  |
| HF      | uitgeschakeld in de halve finale |
| F       | de finale verloren               |
| W       | het toernooi gewonnen            |
| w-v     | winst/verlies-balans             |

### Enkelspel
| Toernooi        | 1991 | 1992 | 1993 | 1994 | 1995 | 1996 | 1997 | 1998 | 1999 |
| --------------- | ---- | ---- | ---- | ---- | ---- | ---- | ---- | ---- | ---- |
| Australian Open | –    | 3R   | 3R   | 1R   | –    | –    | KF   | –    | 1R   |
| Roland Garros   | –    | 1R   | 3R   | 2R   | 1R   | –    | 3R   | 1R   | 2R   |
| Wimbledon       | –    | 2R   | 1R   | 2R   | 1R   | 2R   | 1R   | 2R   | 1R   |
| US Open         | 3R   | 3R   | 3R   | 1R   | 2R   | 3R   | 3R   | 4R   | 1R   |

### Vrouwendubbelspel
| Toernooi        | 1988 |    | 1992 | 1993 | 1994 | 1995 | 1996 | 1997 | 1998 | 1999 | 2000 | 2001 | 2002 |
| --------------- | ---- | -- | ---- | ---- | ---- | ---- | ---- | ---- | ---- | ---- | ---- | ---- | ---- |
| Australian Open | –    | 1R | 2R   | 1R   | –    | 2R   | 2R   | –    | 2R   | 1R   | 3R   | –    |      |
| Roland Garros   | –    | 2R | 2R   | 2R   | 3R   | 2R   | 2R   | 2R   | 1R   | 3R   | KF   | 2R   |      |
| Wimbledon       | –    | –  | 2R   | 1R   | KF   | 1R   | 3R   | 1R   | 2R   | 2R   | HF   | KF   |      |
| US Open         | 1R   | 2R | 1R   | 1R   | 1R   | 1R   | 3R   | 1R   | KF   | 3R   | F    | KF   |      |

### Gemengd dubbelspel
| Australian Open | –  | –  | –  | 2R | 2R | –  | KF | 2R | 1R | –  |
| Roland Garros   | –  | 2R | –  | 1R | 2R | 2R | 2R | KF | 1R | 1R |
| Wimbledon       | 1R | 2R | 1R | KF | –  | 3R | 1R | W  | KF | HF |
| US Open         | –  | –  | –  | 1R | 2R | 1R | F  | 1R | HF | KF |